# Sinon
Sinon (Oudgrieks: Σίνων / Sínôn) is een Grieks legendarisch figuur die onder andere in de Aeneis (boek II) wordt vermeld en die de Grieken hebben achtergelaten om de Trojanen over te halen het Paard van Troje binnen te halen. Later moet hij ook de Grieken die in het paard zitten bevrijden en zo de stad veroveren. Hij is dus een sleutelfiguur in de list van het houten paard. Sinon is net als Odysseus de kleinzoon van Autolycus, zoon van Hermes.

## De Trojanen vertrouwen Sinon
De Grieken hebben de Trojaanse kusten verlaten en de Trojanen lopen buiten de stad rond. Ze zien er het houten paard staan. Nadat Laocoön de Trojanen heeft gewaarschuwd dat het paard een list van de Grieken is en dat ze het paard moeten vernietigen, wordt Sinon gevangengenomen en naar koning Priamus gebracht. Daar vertelt hij waarom de Grieken hem hebben achtergelaten.
De Grieken moesten volgens het orakel van Apollo een mensenoffer brengen om de winden gunstig te stemmen voor de terugkeer, net zoals zij op de heenweg hadden gedaan met de dood van Iphigeneia. De Latijnse tekst luidt:

Sanguine placastis ventos et virgine caesa,
cum primum Iliacas, Danai, venistis ad oras;
Sanguine quaerendi reditus animaque litandum
Argolica.

Door bloed en de dood van een meisje hebben jullie de winden gunstig gestemd
toen jullie, Grieken, voor 't eerst naar de Trojaanse kusten kwamen;
door bloed moeten jullie de terugkeer verkrijgen en door het leven op te offeren
van een Griek.
— Aeneis II 116-119.

Hij vertelt de Trojanen dat de listige Odysseus met de ziener Calchas heeft samengespannen tegen hem. De Grieken stemden ermee in dat hij geofferd zou worden. Sinon heeft zich echter weten te ontrukken aan dit lot en heeft zich in een modderig meer verstopt, om te wachten tot de Grieken weggingen.
Om medeleven onder de Trojanen op te wekken zegt hij dat hij zijn familie nooit zal terugzien en dat de Grieken zijn familie waarschijnlijk zullen doden om zich op hem te wreken. De Trojanen krijgen medeleven en Priamus zegt hem toe dat hij een van de Trojanen zal zijn:

Quisquis es, amissos hinc iam obliviscere Graios;
noster eris.

Wie jij ook bent, vergeet vanaf nu de reeds verloren Grieken;
jij zult de onze zijn.
— Aeneis II 148-149.

## Het paard wordt binnengehaald
Priamus vraagt hem ook wat het houten paard te betekenen heeft. Sinon antwoordt hem dat de Grieken het paard schenken aan Troje, omdat Diomedes en Odysseus het Palladium uit Troje hadden gestolen, als goedmaker. Het Palladium was een beeld van Pallas Athene dat in een tempel in Troje stond. Sinds de diefstal van het beeld hadden de Grieken enkel tegenslag gekend en hadden ze besloten om weg te gaan. Hij vertelt dat het houten paard heilig is en niet geschonden mag worden.
Intussen worden Laocoön en zijn twee zoons aangevallen door twee slangen uit de zee. Laocoön heeft het paard geschonden door een stevige speer in de flank te slingeren. Hij wordt hiervoor gestraft. Door deze straf geloven de Trojanen dat het waar is wat Sinon zegt. Ze halen het paard de stad binnen.
Als de Trojanen slapen bevrijdt Sinon de Grieken uit de buik van het paard, door de grendel van het luik los te maken. De Grieken die uit het paard komen zijn: Thessandrus, Sthenelus, Odysseus, Acamas, Thoas, Neoptolemus, Machaon, Menelaüs en Epeos. Zij slachten de wachten af en ontvangen hun strijdmakkers door de openstaande poorten waarna zij Troje verwoesten.